# 茨木國夫
茨木 國夫（いばらき くにお、1961年6月23日 - ）は、呉服店、 きものサロン 和の國代表。2010年にNPO法人きもの普及協会を立ち上げる。愛称は國さん。

## 人物
熊本県菊池市の着物店の長男として生まれる。熊本学園大学卒業後、大阪で修業。24歳で家業を継ぎ、3代目主人になる。
1993年6月23日、パリで「きもの宣言!」。洋服を全て処分し、着物だけの生活を始める。 
2003年、「きもの屋いばらき」の2号店となる「きものサロン和の國」を、熊本市内にオープンする。 
2010年、「NPO法人きもの普及協会」を立ち上げ、代表理事に就任する。

## 所属
- きものサロン和の國（熊本県熊本市）
- きもの屋いばらき（熊本県菊池市）

### 著書
- 2009年 7月7日 - きもの宣言（和の國出版）
- 2012年11月15日 - 「和」で幸福になる三十三箇条（角川学芸出版）

### 受賞
- 平成24年度 COREZO（コレゾ）賞 受賞

### テレビ・ラジオ番組出演、取材
- KKT「テレビタミン」出演 （2013年3月2日）
- TKU「夜は☆ホンネで!?」出演 （2013年6月4日）
- TKU「かたらんね」出演 （2014年11月11日）

### 雑誌・新聞等掲載
- 熊本日日新聞朝刊「『和の暮らし』心豊かに」掲載 （2012年12月8日）
- 染織文庫「『和』で幸福になる三十三箇条」紹介 （2013年1月10日）
- 毎日新聞朝刊「和装を貫き20年」掲載 （2013年2月7日）
- 熊本日日新聞朝刊「たびゆけば」毎月第2日曜日連載 （2013年4月 - 2014年3月）
- 熊本日日新聞朝刊「熊本へ福を県民に幸せを　福幸てぬぐい発売」（2016年8月5日）
- 西日本新聞朝刊「復興願う『福幸手ぬぐい』」（2016年8月23日）
- 朝日新聞朝刊「呉服店の『福幸手ぬぐい』生地や柄にこだわり」（2016年9月4日）
- 業界誌/月刊ステータスマーケティング「立ち上がれ熊本!」（2016年8月号）